# Tuanaki

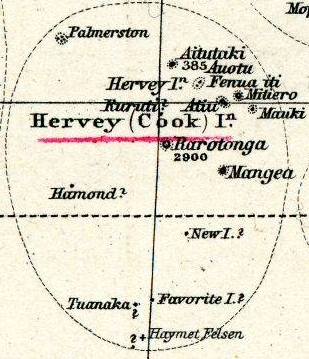
Carte montrant Tuanaki (sous le nom de Tuanaka) dans le Stielers Handatlas de 1891.

Tuanaki (parfois nommée Tuanahe, Tuanake ou Tuanaka) est une île fantôme du Pacifique sud au statut incertain : île mythique ou île engloutie au cours du XIXe siècle.

## Historique
Il semble que l'île était connue au début du XIXe siècle des baleiniers qui chassaient dans la région.
La première mention daterait de 1844, quand un navire transportant un missionnaire arriva à Rarotonga avec l'objectif de partir établir un contact et évangéliser les habitants de l'île de Tuanaki, bien connue des habitants des îles Cook. Les informations décrivaient un groupe de trois îles basses autour d'un récif. L'atoll serait densément peuplé et situé à plus de 200 milles au sud ou au sud-ouest de Rarotonga. Les insulaires ressembleraient à ceux de Mangaia, en langue, coutumes et vêtements. À Rarotonga, deux marins locaux indiquent avoir déjà vu l'île plusieurs fois, à bord de baleiniers, et l'un a déjà eu des contacts avec la population. Un témoin rapporte que dans les années 1840, un navire de commerce avait l'habitude de visiter une île dont il gardait la position secrète et qui pourrait correspondre à Tuanaki. Lors d'une visite ultérieure, il n'aurait plus retrouvé l'île. En 1897, des vieillards de Rarotonga interrogés se souvenaient de communications intermittentes avec l'île. La disparition est estimée autour des années 1840.
William Wyatt Gill (en) interviewe vers 1844 un Cookien dénommé Soma qui avait été sur Tuanaki deux ans auparavant (soit environ en 1842) alors qu'il travaillait sur un navire. Il décrit un lagon dont le capitaine avait dû trouvé l'entrée. Il débarqua à terre avec 6 hommes dont le capitaine. Partant à la recherche d'habitants, ils finirent par trouver le chef du village dans une maison commune avec un groupe d'hommes avec qui ils ont discuté. Ils se sont révélés pacifiques et accueillants. Soma et l'équipage sont restés 6 jours sur l'île, à troquer des marchandises. Quand Gill demanda à Soma de décrire les habitants il répondit : « Ils sont exactement comme nous [Soma était un Aitutakien]. Leur eau est raclée dans un bol, ou dans une feuille de taro géant. Leur dialecte est celui de Mangaia, ils portent le tiputa (ou poncho), et utilisent le même genre d'éventails qu'à Mangaia. Il ne faut qu'une nuit (et un jour) pour atteindre Tuanaki depuis Mangaia. ». Gill rechercha en vain l'atoll pendant une semaine en juin 1843.
L'héroïque explorateur Ernest Shackleton s’intéressa à l'histoire de Tuanaki, et voulut retracer son histoire au cours de sa dernière expédition, pendant laquelle il mourut le 5 janvier 1922,.
Il a été proposé que le récif Haymet (décrit et placé non loin dans certaines cartes mais disparu lui aussi depuis) ait pu être ce qui restait de Tuanaki. Si l'île a bien existé, il est possible qu'elle ait disparu dans les flots, après un séisme, un glissement de terrain, ou une violente tempête sur des îles de sable.
Nunn et Pastorizo en 1983 signalent que le souvenir de l'île persiste chez les habitants de l'île de Mangaia.

## Confusion
L'île perdue de Tuanaki des îles Cook ne doit pas être confondue avec l'atoll Tuanake des Tuamotu, d'autant que certaines orthographes sont identiques dans certains ouvrages et même dans des actes officiels.

## Localisation
L'emplacement de l'île a été estimé à partir des indications des Polynésiens : Tuanaki était supposé se trouver au sud de Rarotonga. Pour l'atteindre, ils leur fallait deux jours et une nuit de navigation depuis Rarotonga et une nuit et un jour depuis Mangaia. À partir de ces indications assez vagues, les navigateurs et géographes ont tenté de localiser l'île. Les diverses propositions citées ici sont visualisables sur la carte OpenStreetMap ci-contre.
- Pour William Gill en 1865, l'atoll serait situé à plus de 200 milles (322 km) au sud ou au sud-ouest de Rarotonga[4], soit approximativement : 24° 00′ S, 160° 30′ O.
- En 1898, Percy Smith propose de localiser Tuanaki au niveau du récif Haymet à la latitude 27°30'S, à 360 milles (580 km) de Rarotonga ce qui lui semble cohérent avec la durée du voyage[14]. En réalité, ce point en est à 700 km : 27° 30′ S, 159° 47′ O.
- Une île nommée New Island ou Nouvelle Île est parfois dessinée autour de la position approximative de Tuanaki sur des cartes entre 1860[15] et jusqu'à une carte officielle de l'armée américaine de juin 1942. Il a été supposé que cette New Island corresponde à Tuanaki[16]. Sur la carte militaire de 1942, l'île est à 23° 50′ S, 159° 02′ O[16].
- En 1887, le croiseur Fabert de la marine nationale trouve un haut-fond de 68 fathoms (124 m) à la position 24° 07′ S, 158° 33′ O. Il a été suggéré qu'il puisse s'agir des restes de l'île[2].
- Dans un ouvrage de 1971, Tuanaki est décrite à mi-chemin entre Rarotonga et Mangaia[17], ce qui ne correspond à aucune des indications historiques connues. Il s'agit probablement d'une confusion entre Tuanaki et l'île fantôme de Roxburgh, correspondant à une île mal positionnée entre Rarotonga et Mangaia lors de l'exploration des îles Cook en 1823 et 1825 par le capitaine John Dibbs (en)[18]. L'île fantôme de Roxburgh est visible sur de nombreuses cartes de la deuxième moitié du XIXe siècle.

Plusieurs cartes vont positionner Tuanaki ou parfois l'Île Nouvelle :
- Carte française de l'Océanie vers 1860 avec Île Nouvelle : approximativement : 24° 16′ S, 158° 46′ O[15]
- Carte allemande de 1869 positionnant Tuanaka approximativement : 26° 20′ S, 160° 15′ O [19]
- Carte allemande de 1874 positionnant Tuanahe ? approximativement : 25° 46′ S, 160° 24′ O [20]
- Carte belge de 1883 : Tuanaka approximativement : 26° 10′ S, 160° 37′ O [21]
- Carte française de 1891 : Île Nouvelle : 24° 00′ S, 159° 10′ O[22]
- Carte allemande de 1891, où sont dessinés dans le même secteur Tuanaka (approx. 26° 00′ S, 160° 24′ O), New I., Favorite I. et Haimet felsen[1]
- Carte américaine de 1904 comprenant New I. approximativement : 24° 07′ S, 158° 14′ O)[23]
- Carte de guerre australienne publiée entre 1914 et 1918 positionnant Tuanahe : (approx. 26° 00′ S, 160° 30′ O)[24]
- Carte américaine de 1921 positionnant New I. approximativement : 23° 51′ S, 158° 50′ O et le banc Fabert[25]
- Carte d'un article de 1983 cherchant à positionner Tuanaki : 23° 03′ S, 158° 30′ O[3]

Galerie de cartes contenant une mention de Tuanaki :

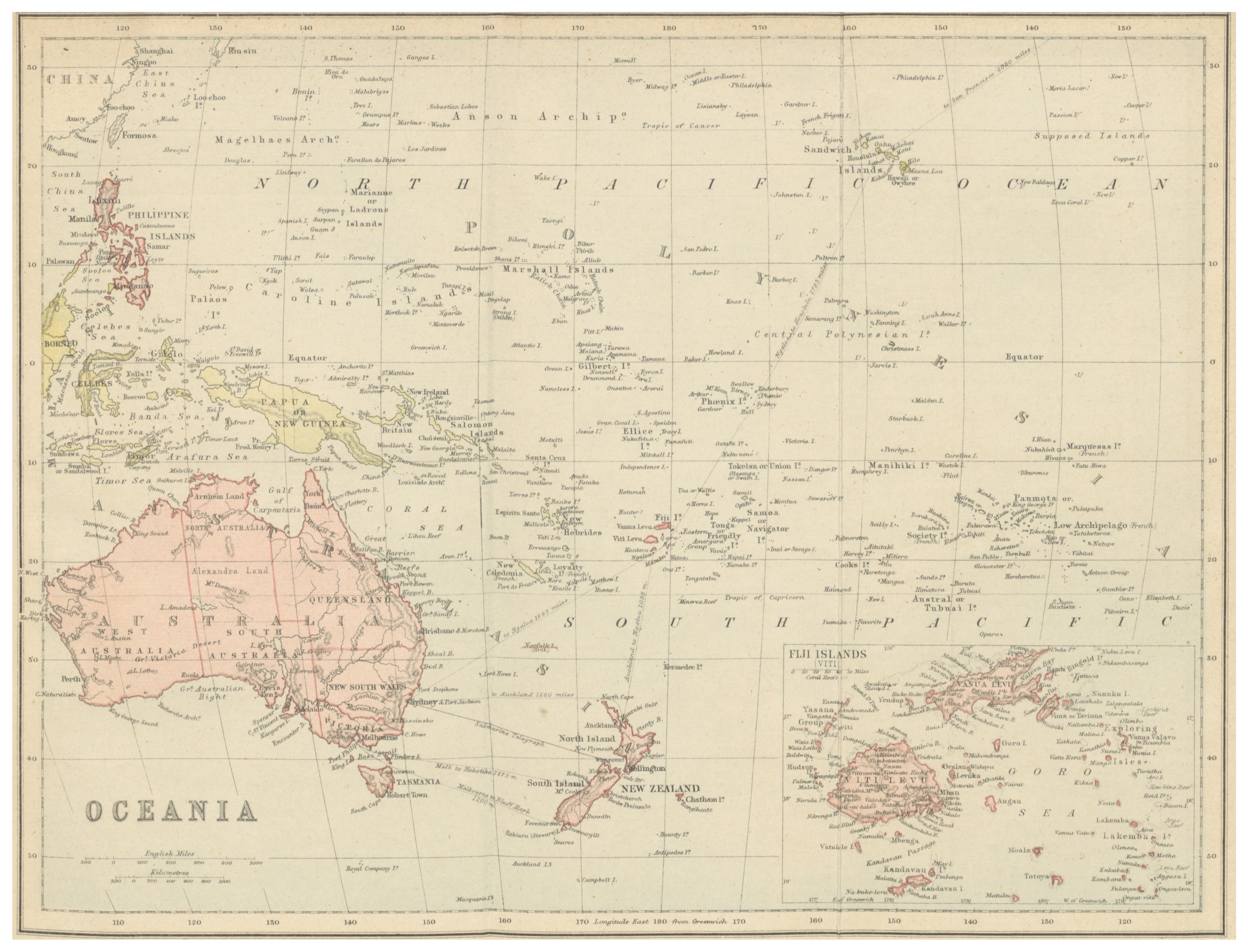
Tuanaka, New I. et Favorite I.
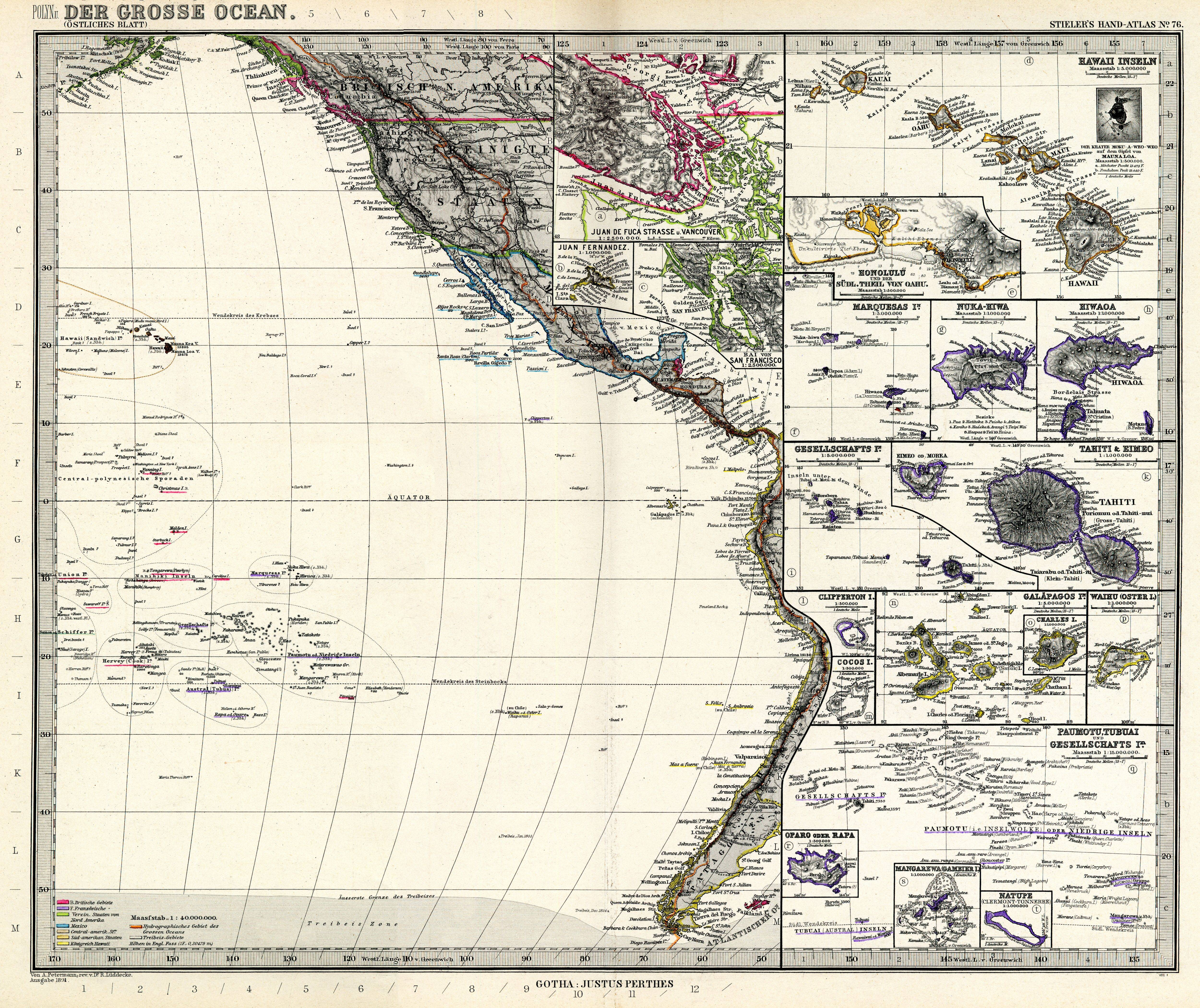
Tuanaka, New I., Favorite I. et Haimet felsen
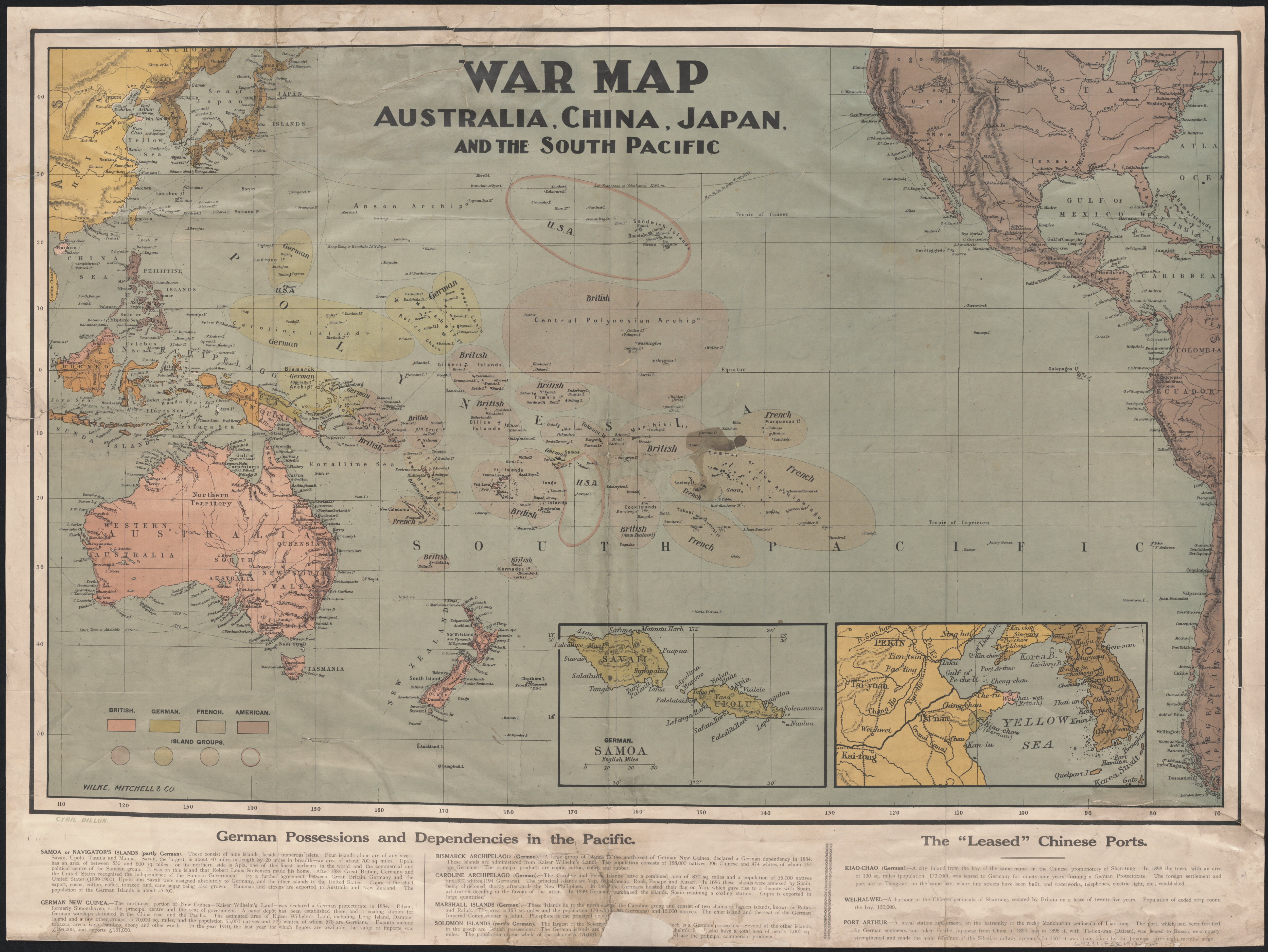
Tuhanahe

## Tuanaki dans la musique
Le groupe de musique Beirut a intitulé l'une des chansons de son septième album A Study of Losses, sorti en 2025, en référence à l'île Tuanaki, Tuanaki Atoll.